# Staš Skube
Staš Skube (Novo Mesto, 15 de noviembre de 1989) es un jugador de balonmano esloveno que juega de central en el Montpellier Handball y en la selección de balonmano de Eslovenia. Es hermano del también jugador de balonmano Sebastian Skube.

## Palmarés

### Pick Szeged
- Liga húngara de balonmano (1): 2018

### Vardar
- Liga de Campeones de la EHF (1): 2019
- Liga de Macedonia del Norte de balonmano (1): 2019
- Liga SEHA (1): 2019

### Meshkov Brest
- Liga de Bielorrusia de balonmano (2): 2021, 2022
- Copa de Bielorrusia de balonmano (1): 2021

## Clubes
- RK Trimo Trebnje (2006-2013)
- Gorenje Velenje (2013-2016)
- SC Pick Szeged (2016-2018)
- RK Vardar (2018-2020)
- Meshkov Brest (2020-2022)
- Montpellier Handball (2022- )